# قورایه
قورایه (به عربی: قورایة) یک شهرداری در الجزایر است که در استان تیپازه واقع شده‌است.